# Patirup Wongthep
Patirup Wongthep (thailändisch ปฎิรูป วงศ์เทพ; * 20. September 2006) ist ein thailändischer Fußballspieler.

## Karriere
Patirup Wongthep steht seit Anfang 2024 beim Chainat Hornbill FC unter Vertrag. Der Verein aus Chainat spielt in der zweiten Liga, der Thai League 2. Sein Zweitligadebüt gab Wongthep am 23. Februar 2024 (26. Spieltag) im Auswärtsspiel gegen den Chanthaburi FC. Bei der 1:0-Niederlage wurde er in der 88. Minute für Thanayut Jittabud eingewechselt.